# زیگفرید راسپ
زیگفرید راسپ (به آلمانی: Siegfried Rasp) (۱۰ ژانویه ۱۸۹۸ – ۲ فوریه ۱۹۶۸) یک ژنرال ارتش آلمان نازی در طول جنگ جهانی دوم بود. وی در تاریخ ۱۵ آوریل ۱۹۴۴ نشان صلیب شوالیه آهنین را به عنوان فرمانده لشکر ۳۳۵ام پیاده‌نظام دریافت کرد.